# Henri Ey
Henri Ey, bisweilen auch Henry Ey, (* 10. August 1900 in Banyuls-dels-Aspres, Département Pyrénées-Orientales; † 8. November 1977 ebenda) war ein französischer Psychiater.

## Leben
Henri Ey arbeitete als Arzt für Neurologie und Psychiatrie an der Pariser Klinik Centre hospitalier Sainte-Anne im 14. Pariser Arrondissement, wo er in den 1930er Jahren Schüler von Henri Claude (1869–1945) und Kollege von Jacques Lacan (1901–1981) war. Henri Ey übernahm die Konzeption des Psychodynamismus von seinem Lehrer Claude. Was die Haltung in Frankreich gegenüber Freud und der Psychoanalyse betrifft, nahm er eine mit Jacques Lacan vergleichbare Stellung ein. Auch setzte er sich mit den Arbeiten von Eugen Bleuler auseinander. Er übernahm die Leitung des psychiatrischen Krankenhauses von Bonneval in der Beauce. Dort führte er Kolloquien durch, zu denen sich Psychoanalytiker, Psychiater und Denker verschiedener Strömungen versammelten.

## Leistungen
Henri Ey entwickelte 1936 die organo-dynamische Theorie und setzte sich damit für die Kombination von Neurologie und Psychiatrie, d. h. für die Zusammenschau von organischen und psychischen Gesichtspunkten ein. Die Psychoanalyse sollte nur so das Erbe der Psychiatrie übernehmen, da er sie als Zweig einer dynamischen Psychiatrie ansah, wie sie sich unabhängig von Freud bereits in Frankreich herausgebildet hatte, siehe den französischen Vitalismus und die Schule von Montpellier.
Ab 1945 war er Redakteur der Zeitschrift L’évolution psychiatrique, in der er seinen Auffassungen von einer humanistischen Psychiatrie Ausdruck gab. 1950 gründete er die Association mondiale de psychiatrie. Entgegen seiner Absicht setzte sich diese jedoch als typisch US-amerikanische Organisation der World Psychiatric Association fort und bevorzugte unter Verzicht auf dynamische Gesichtspunkte eine Verhaltensbeschreibung zur Klassifikation der psychiatrischen Krankheiten.
Diese Entwicklungstendenz unter dem Einfluss US-amerikanischer psychiatrischer Organisationen bedauert auch Stavros Mentzos. Er betont die Bedeutung der psychodynamischen Sichtweise im Hinblick auf auslösende pathogenetische Krankheitsmomente, indem er unter Hinweis auf Henri Ey die Diskussion entgegengesetzter Auffassungen über die verschiedenen Konzepte von Abwehr versus Defekt darstellt.

## Werke (Auswahl)
- Manuel de psychiatrie. (mit Bernard und Brisset), Masson 1960. (7. Ausgabe. Masson, Paris 2010, ISBN 978-2-294-71158-9)
- L’Inconscient Desclée de Brouwer, 1966. (Neuausgabe: L'Inconscient : VIe colloque de Bonneval. Bibliothèque des Introuvables, 2006, ISBN 2-84575-187-7)
- La Conscience. PUF, 1963. (Desclée de Brouwer, 1968), dt. Bewusstsein. Übersetzt von Karl Peter Kister, 1967, de Gruyter